# ZETO Łódź
ZETO Łódź – jeden z Zakładów Elektronicznej Techniki Obliczeniowej. Powstał w Łodzi w 1965 roku, otwarcie nastąpiło w lipcu 1966.

## Historia
Pierwsza siedziba ZETO Łódź mieściła się przy al. Kościuszki 80/82 (118), następna przy ulicy Hutora 69. Obecna siedziba, znajduje się przy ul. Narutowicza 136.
Budynek został zaprojektowany przez Biuro Projektowe Miastoprojekt. Autorem jest architekt Danuta Walter i Teresa Roszkowska. Budynek ZETO został zbudowany w stylu modernistycznym. Charakterystyczny dla tego stylu jest prosty kształt, kubistyczne formy, płaski dach i funkcjonalność. Budynek „zagrał” w filmie Prywatne śledztwo z Romanem Wilhelmim w roli głównej.
W 1994 ZETO Łódź zostało sprywatyzowane jako Centrum Komputerowe ZETO S.A. W 2009 roku rozpoczęto restrukturyzację przedsiębiorstwa. Akcje spółki w 2012 zostały wykupione przez Asseco Poland S.A., a w styczniu 2016 CK ZETO S.A. stało się częścią Asseco Data Systems S.A.
Po przeprowadzeniu kolejnej restrukturyzacji, 26 kwietnia 2016 roku Centrum Komputerowe „ZETO” spółka akcyjna została wykreślona z Rejestru Przedsiębiorców.